# Joan Lestor, Baroness Lestor of Eccles
Joan Lestor, Baroness Lestor of Eccles (* 13. November 1931 in Vancouver, British Columbia, Kanada; † 27. März 1998 in London) war eine britische Politikerin der Labour Party. Seit 1997 war sie als Life Peeress Mitglied des House of Lords.

## Leben
Lestor wurde in Kanada geboren. Ihr Vater war Journalist und war führend in der Socialist Workers’ Party of Great Britain tätig. Lestor wurde von ihrer Großmutter mütterlicherseits erzogen. Lestor besuchte die Blaenavon Secondary School in Monmouth in der Grafschaft Monmouthshire und die William Morris High School in Walthamstow. Sie studierte an der University of London. Dort schloss sie mit einem Diplom in Soziologie ab. Sie war als ausgebildete Erzieherin und Kindergärtnerin tätig.
Lestors politische Karriere begann in der Kommunalpolitik. Sie war zunächst Mitglied der Socialist Party of Great Britain, aus der sie jedoch später wieder austrat. 1958 wurde sie Stadträtin (Councillor) des Metropolitan Borough of Wandsworth, später dann Councillor des London Borough of Wandsworth. Sie war Mitglied des London County Council (1962–1964).
1964 kandidierte sie für die Labour Party bei den Britischen Unterhauswahlen erfolglos für den Wahlkreis Lewisham West. Bei den Britischen Unterhauswahlen 1966 gewann sie für die Labour Party den Wahlkreis Eton and Slough und wurde 1966 Mitglied des House of Commons. In der Folgezeit übernahm sie verschiedene Funktionen in der Labour Party: 1967 wurde sie Mitglied des National Executive Committee der Labour Party; sie war dort bis 1982 Mitglied. 1977–1978 war sie Parteivorsitzende (Chairman) der Labour Party. Von 1978 bis 1997 war sie außerdem Vorsitzende (Chairman) des International Committee der Labour Party.
Unter der Regierung von Premierminister Harold Wilson war sie kurzzeitig ab Oktober 1969 bis 1970 Staatssekretärin (Junior Minister) im Britischen Ministerium für Bildung und Wissenschaft (Department of Education and Science); sie war in dieser Funktion für die Ausbildung von Erzieherinnen, Kindergärtnerinnen und Kinderpflegerinnen zuständig. Im April 1974 wurde sie Unter-Staatssekretärin im Foreign Office mit Zuständigkeit für Außenpolitik und Commonwealth-Angelegenheiten (Under-Secretary of State for Foreign and Commonwealth Affairs). Ihre Zusammenarbeit mit dem damaligen britischem Außenminister James Callaghan gestaltete sich jedoch aufgrund ihres weitreichenden Einsatzes für die politischen Rechte der Schwarzafrikaner schwierig. Im Juni 1975 wurde sie deshalb als Unter-Staatssekretärin für Bildung und Wissenschaft (Under-Secretary of State for Education and Science), wieder ins Britische Ministerium für Bildung und Wissenschaft (Department of Education and Science) versetzt. Im März 1976 trat sie nach Budgetkürzungen von diesem Amt zurück.
Nach einer Änderung der Wahlkreisgrenzen trat Lestor 1983 für das Unterhaus in dem nunmehr neuentstandenen Wahlkreis Slough an; sie unterlag jedoch dem Kandidaten der Conservative Party John Watts. 1987 wurde sie für den Wahlkreis Eccles erneut ins House of Commons gewählt; diesen Sitz hatte sie dann ohne Unterbrechung bis zu ihrem Ausscheiden 1997 inne. Im Schattenkabinett von Neil Kinnock war sie von November 1989 bis Oktober 1994 Sprecherin für Jugend- und Familienpolitik (Shadow Spokesperson for Children and Families), anschließend dann von Oktober 1994 bis Juli 1996 unter Tony Blair Schattenministerin für Entwicklungshilfe (Shadow Minister for Overseas Development). Im Juli 1996 gab sie bekannt, dass sie für eine Wiederwahl bei den Britischen Unterhauswahlen 1997 nicht mehr zur Verfügung stehe.
Lestor engagierte sich politisch intensiv für die Rechte der britischen Gewerkschaften und für Kinderrechte. Sie setzte sich für die Errichtung von Kinderkrippen, Kinderhorten und Ganztagskindergärten ein. Sie unterstützte Forderungen nach Mutterschaftsgeld sowie Hilfs- und Unterstützungsleistungen für Mütter und Alleinerziehende. Sie forderte Einrichtungen für Vorschulkinder. Zu ihren besonderen politischen Schwerpunkten gehörte auch ihr Engagement für die finanzielle Unterstützung und Ausbildung von schwangeren Schülerinnen und von schulpflichtigen Müttern.
Sie war eine entschiedene Gegnerin von Rassismus, insbesondere der Apartheidspolitik in Südafrika. Sie war Mitbegründerin und eine der Herausgeberinnen des anti-faschistischen Monatsmagazins Searchlight.

## Mitgliedschaft im House of Lords
Am 4. Juni 1997 wurde Lestor zur Life Peeress ernannt und wurde Mitglied des House of Lords; sie trug den Titel Baroness Lestor of Eccles, of Rednal, of Tooting Bec in the London Borough of Wandsworth.
Ihre Antrittsrede im House of Lords hielt sie am 9. Juli 1997 zu den für das Jahr 2000 geplanten Jahrtausend-Feierlichkeiten in London. Im Hansard sind Wortbeiträge Lestors im House of Lords aus den Jahren 1997 und 1998 dokumentiert. Im Januar 1998 meldete sie sich mit einer Frage im Rahmen einer Debatte zur Gesundheitspolitik (Vitamin and Mineral Supplements) letztmals im House of Lords zu Wort.

## Privates
Lestor war unverheiratet. Sie war Adoptivmutter von zwei Kindern, einem Sohn und einer Tochter. Im Who’s Who gab sie Theater, Lesen, sowie Spielen mit Kindern und Tieren als ihre persönlichen Hobbys an. Sie starb im Alter von 66 Jahren in einem Hospiz in London.